# ميغومي يوكوياما
ميغومي يوكوياما (باليابانية: 横山めぐみ) هي لاعبة كرة الريشة يابانية، ولدت في 31 يوليو 1990 في كوماموتو في اليابان.

## وصلات خارجية
- ميغومي يوكوياما على موقع BWF.tournamentsoftware.com (الإنجليزية)
- ميغومي يوكوياما على موقع BWFbadminton.com (الإنجليزية)